# فريدريش كيفر
فريدريش كيفر (بالألمانية: Friedrich Kiefer)‏ هو عالم قشريات ‏ ألماني، ولد في 9 سبتمبر 1897 في كارلسروه في ألمانيا، وتوفي في 18 أبريل 1985 في كونستانس في ألمانيا.